# Канарское течение
Канарское течение — холодное и, впоследствии, умеренно тёплое морское течение в северо-восточной части Атлантического океана.
Большинство воды Канарское течение черпает в Азорском и Португальском течении, а также из поднимающихся с глубин и богатых минералами вод. Сперва оно протекает в южном и юго-западном направлении вдоль северо-западного побережья Африки и мимо Канарских островов, обеспечивая на них круглый год умеренные температуры. У островов Кабо-Верде оно поворачивает на запад, переходя в Североэкваториальное течение.
Канарское течение с древних времён использовалось мореходами для ускорения плавания. Финикийцы основали с его помощью цепь поселений на атлантическом берегу Магриба. В 1970 году Тур Хейердал, используя канарское течение, проплыл на камышовой лодке «Ра II» от берегов Марокко до острова Барбадоса, доказывая, что таким образом древние египетские или финикийские мореплаватели могли стать основателями мезоамериканских культур.